# Neotamias amoenus
Neotamias amoenus là một loài động vật có vú trong họ Sóc, bộ Gặm nhấm. Loài này được J. A. Allen mô tả năm 1890.

## Hình ảnh

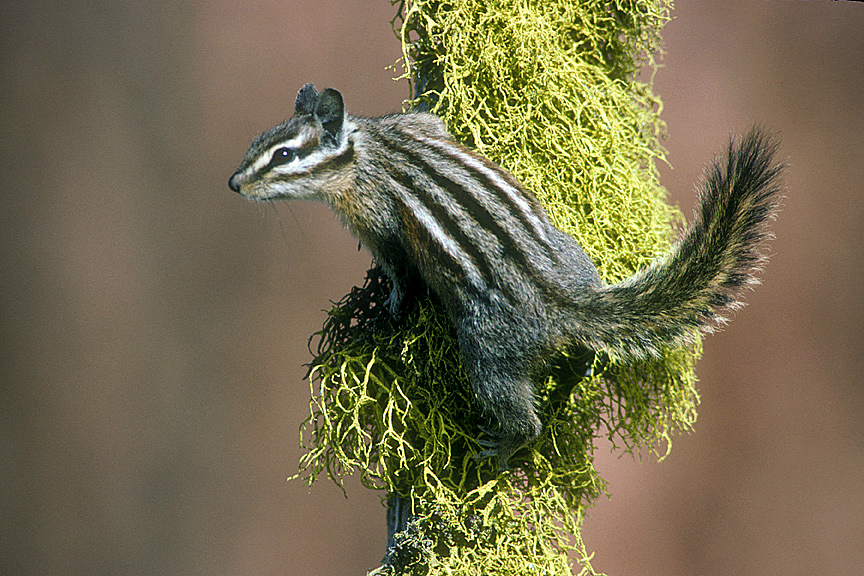
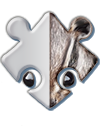
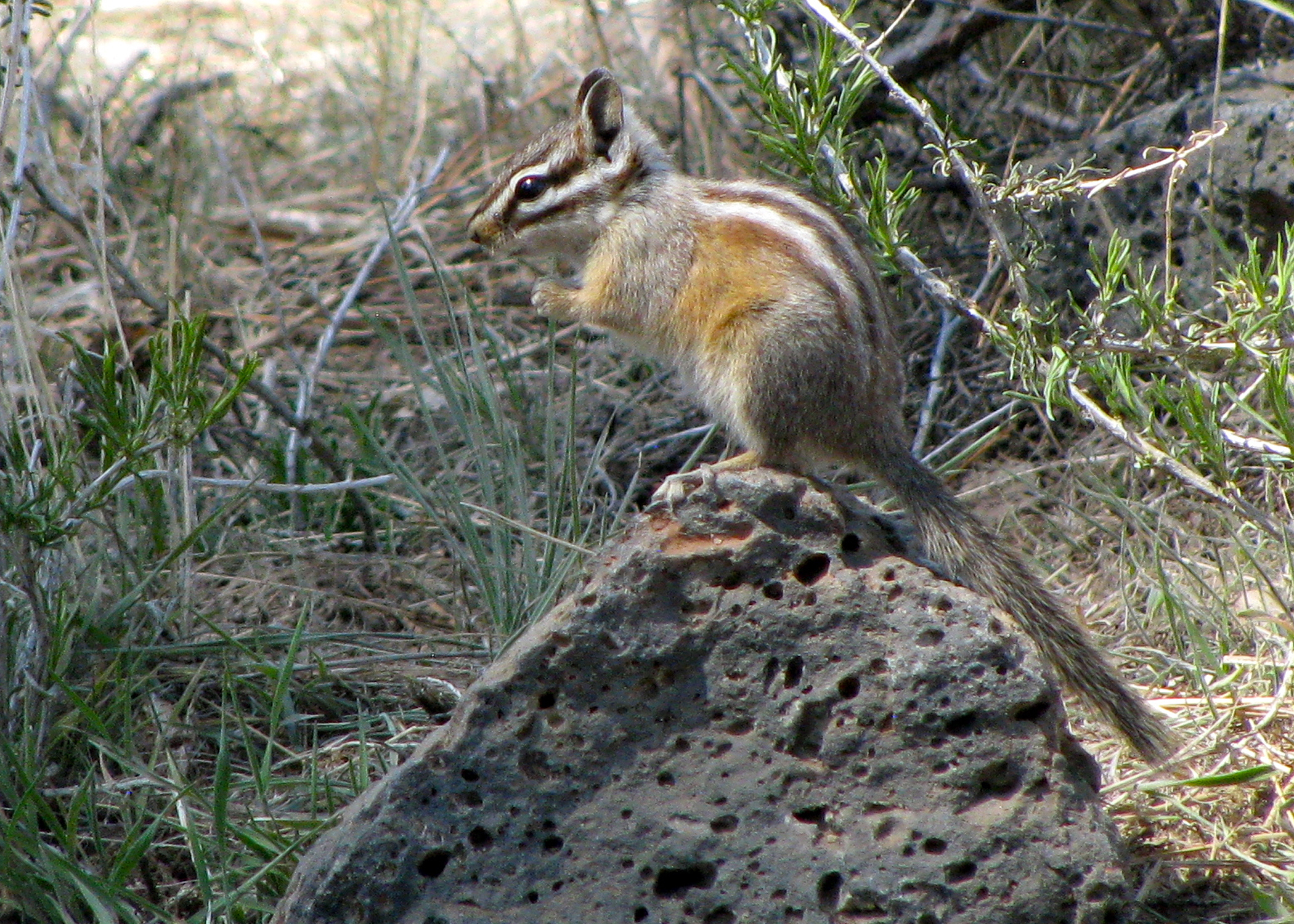